# 苏州荠苧
苏州荠苧（学名：Mosla soochowensis）为唇形科石荠苧属下的一个种。

## 扩展阅读
維基物種上的相關：苏州荠苧